# 重庆市合川中学
重庆市合川中学位于重庆市合川区合阳城办事处，是重庆市首批重点中学。其前身为1531年成立的合宗书院，现占地面积300亩，有学生8000余人，教职工526人，现任党委书记罗友，校长傅林，副校长吴仁翔、徐斌全。
2020年7月，合川中学被教育部认定为2019年全国青少年校园网球特色学校。
2022年7月，合川中学被中国桥牌协会认定为首批全国桥牌特色学校。

## 历史沿革
- 1912年，中华民国成立，“合州中学堂”改名为“合川中学堂”。1913年，“合川中学堂”改为“合川中学校”
- 1921年，校长治校有方，校风、教风、学风为之一新，遐迩闻名
- 1923年，“合川中学校”改称“合川县立初级中学校”，改学制四年为三年
- 1929年，开办高中文科一班
- 1930年，建两楼一底的“树人楼”，内有会议厅、教室、办公室、寝室，其时可谓颇具现代化的综合大楼
- 1933年，知名学者戴蕃瑨任校长。定“博学、明辨、慎思、笃行”为校训，促进学生立身、立行，立言，逐渐形成浓厚的学习风气
- 1937年，抗日浪潮席卷全国，“救亡图存，重教兴邦”，青年求学之风愈浓
- 1940年，合川县城遭日本飞机狂轰滥炸，学校迁至城西十五华里处白沙铺的龙游寺，师生因陋就简坚持教学
- 1941年，左树屏任校长，不拘一格遴选教师，诸如地下共产党员、政界异已、公认名师等来校任教。左校长连续七年担任校长，为民国时期在任最长者
- 1944年秋，学校开办高中，始为完中，改称“四川省合川县立中学”
- 1945年8月15日，抗战胜利。学校迁回县城
- 新中国成立后
- 1949年12月3日，合川解放。1950年，县立女中及小沔、太和、钱塘两所私立中学并入合川中学。向文炤为校长
- 1951年，合川中学改称“川东区合川中学”，县政府划地、拨款扩建校舍场地
- 1953年，“川东区合川中学”改称“四川省合川中学校”
- 1954年，在城西原私立华国中学旧址新建一所中学，暂名“合川新建中学”
- 1955年，“四川省合川中学校”更名为“四川省合川第一中学校”，“合川新建中学”定名为“四川省合川第二中学校”
- 1957年，合川一中、二中制定了全面贯彻党的教育方针的计划，制订了《教研工作条例》，教学教研进入了有序状态
- 当年暑假，全体教师在江津一中参加“反右”运动，两校共6人被错划为“右派分子”而遭受伤害
- 1958年，学校组织学生参加大炼钢铁、“四秋”等劳动，打乱教学秩序
- 1959-1961年三年严重的经济困难时期，学生大量流失，学校艰难地维持教学
- 1960年两校将高中毕业生集中于原合川二中，力保高三。当年高考上线率达60%，跃居江津地区第一。1962年，原合川二中被定为江津地区重点中学。1964年，农村社会主义教育运动开始。初见正常的教学工作，又转向了以阶级斗争为纲
- 1966年，文化大革命开始，教师成了革命对象，教学秩序被彻底打乱，学校的档案、图书、仪器在武斗中悉遭窃毁。1969年才开始“复课闹革命”
- 1976年10月粉碎“四人帮”，文化大革命结束。1977年冬，恢复了高考制度，党的十一届三中全会后合川一中、二中又振作起来，迅速将重心转入教学
- 1980、1981两年中向高校输送了537名新生
- 1982年两校高考上线共308人，原合川一中被四川省政府定为四川省重点中学
- 八十年年代，合川一中、二中共为高校输送了3701名新生，教师共发表教科论文370余篇，累计80多个班级评为县（市）以上先进集体，21名教师受到省（市）表彰，连续七年被评为省、市的田径传统项目学校
- 九十年代，为了实现应试教育向素质教育转轨，学校着力抓了“两支队伍建设”和“三项改革”，实施了“四个工程”，以逐渐实现“一流管理、一流设施、一流师资、一流质量”和“校风正、教风好、学风浓、质量高、上台阶”的目标
- 九十年代，学校获“全国群体先进单位”等国家级奖6次，获“校风示范学校”和“重庆精神文明单位”等省级奖65次。高考上线共6853人。
- 2001年8月，经重庆市教委批准，原合川一中、二中正式合并，组成一所新型的重点高完中[6]

## 办学理念[7]
- 核心理念：至诚至爱 于行于知
- 校训：爱 诚 博 志
- 校风：诚爱至上 知行合一
- 教风：知者不惑 行者无疆
- 学风：格物致知 笃志力行[8]